# اوتلبن
اوتلبن (به آلمانی: Uthleben) یک منطقهٔ مسکونی در آلمان است که در هرینگن/هلمه واقع شده‌است.
 اوتلبن  ۱٬۱۵۵ نفر جمعیت دارد.